# Enmy Peña
Enmy Manuel Peña Beltré (República Dominicana, 7 de septiembre de 1992) es un futbolista internacional dominicano. Juega de lateral derecho en el Birkirkara Football Club de la Premier League de Malta y en la selección dominicana. También cuenta con la nacionalidad española, por haberse mudado con su familia a la Comunidad de Madrid a temprana edad.

## Selección nacional
Peña jugó su primer partido con República Dominicana el 28 de agosto de 2016, cuando su selección venció como local en un amistoso a Puerto Rico por 5 a 0. Sin embargo, dicho encuentro no fue reconocido por la FIFA. Dos días después, Peña disputó el segundo amistoso entre ambas selecciones, que tuvo lugar en Puerto Rico, con victoria dominicana por 1 a 0. Este partido sí fue convalidado en los anales de la FIFA.